# Bon y los Enemigos del Silencio (álbum)
Bon y los Enemigos del Silencio es el nombre del álbum debut de la banda de Rock pop mexicana Bon y los Enemigos del Silencio. Fue grabado y publicado en 1988 bajo el sello discográfico de CBS Columbia. 

## Información general
Después de discontinuas presentaciones, en 1987 decide la banda trabajar durante un año intenso; es así como su primer demo aparece en la radio capitalina Espacio 59: "Parecemos Monitos". En este año la banda consigue un contrato con la trasnacional CBS y se produce el primer disco "Bon y los Enemigos del Silencio", producido por Carlos Narea. Varias de las canciones del disco se distribuyen en la radio nacional y se logra un éxito descomunal con canciones como "Cuando Vayas al Caribe", "Irene", "Voy a Buscar" y "Parecemos Monitos". El sonido de la banda se marcó fuertemente por este primer disco en el cual la guitarra de Bon marcaba el ritmo pop de esa época, el bajo de Arián compaginaba exacto a las composiciones de Bon pero los elogios musicales se los llevaba Alejandro Giacomán con teclados que pocas veces se han repetido en el rock nacional. El álbum se encuentra en la posición # 42 de la lista de los 100 mejores discos de rock de México de la revista Región Cuatro en 2011. 

## Lista de canciones
Todas las canciones escritas por Leoncio Lara  (excerpto donde se indica)   y compuestas por Lara, Aerán y Giacomán 
| Bon y los Enemigos del Silencio |                           |                  |          |  |
| N.º                             | Título                    | Escritor(es)     | Duración |  |
| 1.                              | «Irene»                   |                  | 3:31     |  |
| 2.                              | «Cuando sea millonario»   |                  | 4:33     |  |
| 3.                              | «Me estoy muriendo de ti» |                  | 4:14     |  |
| 4.                              | «Parecemos monitos»       |                  | 2:42     |  |
| 5.                              | «Cuando vayas al Caribe»  |                  | 3:47     |  |
| 6.                              | «Voy a buscar»            |                  | 4:03     |  |
| 7.                              | «El gato»                 |                  | 4:41     |  |
| 8.                              | «Los marcianos»           | Rosendo Ruiz Jr. | 4:33     |  |
| 9.                              | «Ya (No puedo más)»       |                  | 3:42     |  |
| 10.                             | «El pasito»               |                  | 3:36     |  |
| 37:22                           |                           |                  |          |  |

## Posicionamiento en listas
| Publicación   | País   | Premio                           | Año  | Puesto |
| ------------- | ------ | -------------------------------- | ---- | ------ |
| Región Cuatro | México | Los 100 mejores discos de México | 2011 | 42     |